# Una pareja perfecta
Una pareja perfecta és una pel·lícula espanyola de comèdia coral del 1998 dirigida per Francesc Betriu i protagonitzada per Antonio Resines i Josep Sazatornil. El guió fou elaborat per Rafael Azcona en adaptació de la novel·la de Miguel Delibes Diario de un jubilado.

## Argument
Un home passada la quarantena en atur forçós i un vell poeta homosexual que viu de rentes mantenen una curiosa relació professional i amistosa. Però tot s'altera d'un dia per l'altra a causa d'unes fotografies comprometedores del primer amb una altra dona al llit, complicant-ho encara més amb l'aparició d'un adolescent ros, un robatori de joies, una filla massa emancipada, uns cupons de sopa de sobre i un premi Nobel que es fa el ronso i altres.

## Repartiment
- Antonio Resines... Lorenzo
- Josep Sazatornil... Don Tadeo
- Kiti Mánver...	Anita
- Chus Lampreave... Doña Cuca
- Ramón Barea...	Melecio
- Mabel Lozano... Faustina
- Lucía Jiménez... Sonia
- Daniel Guzmán... 	Terry
- Pepe Viyuela...	Adrián
- Pedro Mari Sánchez...	Silvio
- Luis Ciges	... Partenio
- Antonio Canal... Toni
- Josep Maria Pou...	President
- Quique Camoiras... Ovejero
- Fernando Vivanco... José Antonio

## Premis
- Fotogramas de Plata 1998: Millor actor de cinema per Antonio Resines.[3]
- Festival de Màlaga: Premi a la millor actriu per Kiti Mánver.[4]